# مایک اند آیک
مایک اند آیک (انگلیسی: Mike and Ike) یک برند آبنبات با طعم میوه است که اولین بار در سال ۱۹۴۰ توسط شرکت جاست بورن معرفی شد.